# سندیکالیسم ملی
سندیکالیسم ملی (به انگلیسی: National Syndicalism) اقتباسی از سندیکالیسم است تا متناسب با دستور کار اجتماعی ناسیونالیسم یکپارچه باشد. سندیکالیسم ملی در فرانسه توسعه یافت و سپس به ایتالیا، اسپانیا و پرتغال گسترش یافت.

## فرانسه
سندیکالیسم ملی فرانسه اقتباسی از نسخه سندیکالیسم انقلابی ژرژ سورل با ایدئولوژی سلطنتی ناسیونالیسم یکپارچه بود؛ همان‌طور که اکشن فرانسوی آن را اجرا می‌کرد. اکشن فرانسوی یک جنبش ملی-سلطنتی فرانسوی به رهبری شارل موراس بود.

### سابقه (۱۹۰۰–۱۹۰۸)
در سال ۱۹۰۰، چارلز موراس در روزنامه Action Française اعلام کرد که سوسیالیسم ضد دموکراتیک «خالص» و شکل صحیح سوسیالیسم است. از آن پس، او و سایر اعضای اکشن فرانسوی (مانند ژاک بینویل، ژان ریواین، و ژرژ والوا) که به اندیشه سورل علاقه‌مند بودند، در مورد شباهت جنبش‌ها در کنفرانس‌های اکشن فرانسوز و مقالاتی که در روزنامه جنبش منتشر شد، بحث کردند. با سندیکال‌های انقلابی همکاری کنید. چنین همکاری در سال ۱۹۰۸ با گروهی از رهبران اتحادیه‌های کارگری به رهبری امیل ژانویون شکل گرفت. در نتیجه این همکاری، ژانویون مجله ضد جمهوری Terre libre را تأسیس کرد.

### آغاز (۱۹۰۹)
گاهی از ژرژ سورل به عنوان پدر سندیکالیسم انقلابی یاد می‌شود. او از اتحادیه‌گرایی مبارزه برای مبارزه با نفوذهای مفسدانه احزاب و سیاست پارلمانی حمایت می‌کرد، حتی اگر قانونگذاران به‌طور مشخص سوسیالیست بودند. سورل به عنوان یک مارکسیست فرانسوی که همزمان از لنین، بلشویسم و موسولینی در اوایل دهه ۱۹۲۰ حمایت می‌کرد، سورل علت پرولتاریا را در مبارزه طبقاتی و «قطبش فاجعه‌بار» که از طریق افسانه‌سازی اجتماعی به‌طور کلی بوجود می‌آمد، ترویج کرد. اعتصاب می‌کند هدف سندیکالیسم سازماندهی اعتصابات برای لغو سرمایه‌داری بود. نه برای جایگزینی آن با سوسیالیسم دولتی، بلکه ایجاد جامعه‌ای از تولیدکنندگان طبقه کارگری. این سورل مارکسیسم «واقعاً واقعی» تلقی می‌شد.
در سال ۱۹۰۹، ملی گرایان یکپارچه Action Française شروع به همکاری با سورل کردند. این ارتباط پس از خواندن سورل چاپ دوم کتاب موراس، Enquête sur la monarchie شکل گرفت. مائوراس از سندل‌گرایی سورل و انقلابی در این کتاب نام برد و حتی یک نسخه از نسخه جدید را برای سورل ارسال کرد. سورل کتاب را خواند و در آوریل ۱۹۰۹ نامه ای ستایش کننده به موراس نوشت. سه ماه بعد، در ۱۰ ژوئیه، سورل در Il Divenire sociale (مجله پیشرو سندیکالیسم انقلابی ایتالیا) مقاله ای در تحسین ماوراس و اکشن فرانسوی منتشر کرد. سورل حمایت خود را بر اساس تفکر ضد دموکراتیک خود قرار داد. برای مثال، او مدعی شد که اکشن فرانسز تنها نیرویی است که می‌تواند با دموکراسی مبارزه کند. اکشن فرانسوی مقاله را در ۲۲ آگوست با عنوان «سوسیالیست‌های ضد پارلمانی» در روزنامه خود تجدید چاپ کرد.

### La cité française و L'Independance (1910-1913)
در سال ۱۹۱۰ سورل و والوا تصمیم گرفتند یک مجله ملی سوسیالیستی به نام La cité française ایجاد کنند. دفترچه‌ای برای مجله جدید در ژوئیه ۱۹۱۰ منتشر شد که توسط سندیکال‌های انقلابی (ژرژ سورل و ادوارد برت) و اعضای Action Française (ژان واریوت، پیر ژیلبرت و ژرژ والوا) امضا شد. La cité française هرگز به دلیل دشمنی ژرژ والوا با ژان واریوت از میدان خارج نشد.
پس از شکست La cité française، سورل تصمیم گرفت مجله خود را تأسیس کند. بررسی دو هفته ای سورل، به نام L'Indépendance، از مارس ۱۹۱۱ تا ژوئیه ۱۹۱۳ منتشر شد. موضوعات آن همان مجله Action Française بود، مانند ملی‌گرایی، یهودستیزی و تمایل به دفاع از فرهنگ و میراث فرانسوی یونان و روم باستان.

### سرکل پرودون
سورل در جریان آماده‌سازی برای راه اندازی La Cité française، برت و ولوآ را تشویق کرد تا با هم کار کنند. در مارس ۱۹۱۱، هنری لاگرانژ (عضو Action Française) به والوا پیشنهاد داد که آنها یک گروه مطالعات اقتصادی و اجتماعی برای ملی گرایان پیدا کنند. والوا لاگرانژ را متقاعد کرد که گروه را به روی افراد غیر ملی گرا که ضد دموکراتیک و سندیکالیست بودند باز کند. والوا بعداً نوشت که هدف این گروه فراهم آوردن «بستری مشترک برای ناسیونالیست‌ها و ضد دموکرات‌های چپ» بود.
گروه سیاسی جدید، به نام سرکل پرودون، در ۱۶ دسامبر ۱۹۱۱ تأسیس شد. این شامل برت، والوا، لاگرانژ، سندیکالیست آلبرت وینسنت و سلطنت طلبان ژیلبرت مایر، رنه دو مارانس، آندره پاسکالون و ماریوس ریکیر بود. همان‌طور که از نام سرکل پرودون مشخص است، این گروه از پیر-ژوزف پرودون الهام گرفته شده‌است. همچنین از جورج سورل و چارلز موراس الهام گرفته شده‌است. در ژانویه ۱۹۱۲ مجله Cercle Proudhon برای اولین بار با عنوان Cahiers du cercle Proudhon منتشر شد.

## ایتالیا
در اوایل قرن بیستم، ناسیونالیست‌ها و سندیکالیست‌ها به‌طور فزاینده‌ای در ایتالیا بر یکدیگر تأثیر می‌گذاشتند. از سال ۱۹۰۲ تا ۱۹۱۰، تعدادی از سندیکال‌های انقلابی ایتالیایی از جمله آرتورو لابریولا، آگوستینو لانزیلو، آنجلو اولیویرو اولیوتتی، آلکسته دی آمبریس، فیلیپو کوردونی و سرجیو پانونزیو تلاش کردند تا هدف ملی‌گرای ایتالیایی را با هدف سندیکالیستی متحد کنند و با ناسیونالیست ایتالیایی در تماس بودند. چهره‌هایی مانند انریکو کورادینی. این سندیکالیست‌های ملی ایتالیایی مجموعه‌ای مشترک از اصول را داشتند: رد ارزش‌های بورژوایی، دموکراسی، لیبرالیسم، مارکسیسم، بین‌المللی گرایی و صلح طلبی ضمن ترویج قهرمانی، سرزندگی و خشونت. همه سندیکالیست‌های انقلابی ایتالیایی به هدف فاشیسم ملحق نشدند، اما بیشتر رهبران سندیکالیست در نهایت از ملی گرایی استقبال کردند و «از بنیانگذاران جنبش فاشیستی» بودند، جایی که «بسیاری حتی پست‌های کلیدی» در رژیم موسولینی را بر عهده داشتند. بنیتو موسولینی در سال ۱۹۰۹ اعلام کرد که تا سال ۱۹۰۴ طی یک اعتصاب عمومی به سندیکالیسم انقلابی روی آورده‌است.
انریکو کورادینی شکلی از سندیکالیسم ملی را ترویج کرد که از ناسیونالیسم شارل موراس در کنار سندیکالیسم ژرژ سورل استفاده می‌کرد. کورادینی از ضرورت یک جنبش سندیکالیستی ملی که بتواند مشکلات ایتالیا را حل کند، به رهبری اشراف‌زاده نخبه و ضد دموکرات که تعهد سندیکالیستی انقلابی را در جهت اقدام مستقیم از طریق تمایل به مبارزه به اشتراک گذاشتند، صحبت کرد. کورادینی از ایتالیا به عنوان یک "ملت پرولتاریاً صحبت کرد که برای به چالش کشیدن ملتهای "پلوتوکرات " فرانسه و انگلستان باید به دنبال امپریالیسم بود. دیدگاه‌های کورادینی بخشی از مجموعه وسیع‌تری از برداشت‌ها در انجمن ملی گرایان راست ایتالیا (ANI) بود که ادعا می‌کرد عقب ماندگی اقتصادی ایتالیا ناشی از فساد در طبقه سیاسی آن، لیبرالیسم و تفرقه ناشی از «سوسیالیسم نادان» است. محافظه‌کاران، کاتولیک‌ها و جامعه تجاری روابط و نفوذ داشت.
تعدادی از رهبران فاشیست ایتالیایی سندیکالیسم ملی را به عنوان سندیکالیسم فاشیستی معرفی کردند. موسولینی یکی از اولین کسانی بود که این اصطلاح را منتشر کرد و توضیح داد که «سندیکالیسم فاشیستی ملی و تولیدی است … در جامعه‌ای ملی که کار در آن به شادی، مایه افتخار و عنوان اشراف تبدیل می‌شود.» زمانی که ادموندو روسونی در دسامبر ۱۹۲۲ دبیرکل کنفدراسیون عمومی شرکت‌های سندیکایی فاشیست شد، دیگر سندیکالیست‌های ملی ایتالیایی عبارت «سندیکالیسم فاشیستی» را با هدف «ایجاد و بازسازی ساختارهای سیاسی … از طریق ترکیب دولت و کار یدی». روسونی و دیگر سندیکالیست‌های فاشیست که از رهبران اولیه اتحادیه‌های کارگری ایتالیا بودند، نه تنها موضع ناسیونالیسم رادیکال را گرفتند، بلکه از «مبارزه طبقاتی» نیز حمایت کردند. در آن زمان به عنوان «عناصر رادیکال یا چپ»، روسونی و کادر سندیکالیست او «تا حدی به حفظ منافع اقتصادی فوری کارگران و حفظ آگاهی طبقاتی آنها کمک کرده بود». روسونی در سال ۱۹۲۸ از سمت خود برکنار شد، که می‌تواند به دلیل موقعیت رهبری قدرتمند وی در اتحادیه‌های فاشیست و دشمنی‌های وی با جامعه تجاری باشد و گهگاه از صنعتگران به عنوان «خون‌آشام» و «سودجو» یاد می‌کرد.
با شروع جنگ جهانی اول، سرجیو پانونزیو به همبستگی ملی در فرانسه و آلمان اشاره کرد که به‌طور ناگهانی در واکنش به جنگ بوجود آمد و مدعی شد که اگر ایتالیا وارد جنگ شود، ملت ایتالیا متحد می‌شوند و از جنگ به عنوان یک جنگ جدید بیرون می‌آیند. ملتی در " Fascio nazionale " (اتحادیه ملی) که توسط اشرافی از تولیدکنندگان جنگجو هدایت می‌شود که ایتالیایی‌ها از همه طبقات، جناح‌ها و مناطق را در یک سوسیالیسم منضبط متحد می‌کند.
در نوامبر ۱۹۱۸، موسولینی سندیکالیسم ملی را دکترینی تعریف کرد که طبقات اقتصادی را در برنامه توسعه و رشد ملی متحد می‌کند.

## شبه جزیره ایبری
سندیکالیسم ملی در شبه‌جزیره ایبری یک نظریه سیاسی است که بسیار شبیه به ایده فاشیستی کورپراتوریسم است که از انتگرالیسم و اکشن فرانسه الهام گرفته‌است (برای مثال فرانسه، سرکل پرودون را ببینید). در اسپانیا توسط رامیرو لدسما راموس در مانیفستی منتشر شد که در مجله La Conquista del Estado در ۱۴ مارس ۱۹۳۱ منتشر شد. سندیکالیسم ملی قصد داشت تا بر اتحاد جماهیر شوروی کنفدراسیون ملی تراباجو (CNT) به یک ناسیونالیسم شرکت گرایانه پیروز شود. مانیفست لدسما در کنگره CNT ۱۹۳۱ مورد بحث قرار گرفت. با این حال، جنبش سندیکالیست ملی عملاً به عنوان یک گرایش سیاسی جداگانه ظاهر شد. بعداً در همان سال، Juntas de Ofensiva Nacional-Sindicalista تشکیل شد و متعاقباً داوطلبانه با Falange Española ترکیب شد. در سال ۱۹۳۷ فرانکو با ادغام کمتر داوطلبانه با کارلیسم سنتی، مجبور به ایجاد یک حزب کمتر رادیکال در طرف ناسیونالیست جنگ داخلی اسپانیا شد. در طول جنگ، فالانژیست‌ها علیه جمهوری دوم اسپانیا، که دارای پشتیبانی مسلحانه CNT بود، جنگیدند. این یکی از پایگاه‌های ایدئولوژیکی اسپانیایی فرانسوی، به ویژه در سال‌های اولیه بود.
این ایدئولوژی در پرتغال با Movimento Nacional-Sindicalista (فعال در اوایل دهه ۱۹۳۰) وجود داشت، رهبر آن Francisco Rolão Preto که همکار ایدئولوگ Falange خوزه آنتونیو پریمو دریورا بود.
نظریه نسخه اسپانیایی بر حزب فالانژ لبنان در لبنان، اردوگاه ملی رادیکال فالانگا در لهستان و گروه‌های مختلف فالانژیست در آمریکای لاتین تأثیر گذاشته‌ است.
Unidad Falangista Montañesa دارای یک شاخه صنفی، به نام انجمن کارگران ملی-سندیکالیست بود.

## رابطه با سندیکالیسم
سندیکالیسم ملی به‌طور کلی با سندیکالیسم تفاوت دارد. در حالی که اکثر سندیکالیست‌ها با مالکیت خصوصی مخالف هستند، سندیکالیسم ملی از آن حمایت و دفاع می‌کند. سندیکالیست‌ها از لحاظ تاریخی نشان دهنده روند سوسیالیسم لیبرترین بوده‌اند و بنابراین با دولت مخالفت می‌کنند. سندیکالیسم ملی، برعکس، خود را با منافع دولت-ملت ادغام می‌کند و اغلب نمایانگر شکلی از فاشیسم است. سندیکالیسم همچنین بر اساس مبارزه طبقاتی است، درحالی که سندیکالیسم ملی بر اساس همکاری طبقاتی است.